# Dragan Trkulja
Dragan Trkulja (* 30. September 1964 in Sombor, SFR Jugoslawien) ist ein ehemaliger serbischer Fußballspieler und nun als Trainer tätig.

## Laufbahn
Trkulja kam 1992 vom FK Bečej nach Deutschland zum SSV Ulm 1846. Hier blieb er zehn Jahre und erlebte und gestaltete die erfolgreichste Zeit des Vereins mit. 1996 wurde er mit 25 Saisontoren Torschützenkönig der Regionalliga Süd und zwei Jahre später verhalf er dem Verein als erfolgreichster interner Torschütze zum Aufstieg in die 2. Bundesliga. Auch hier platzierte er sich mit 14 Saisontreffern vor David Zdrilic an Nummer 1 der internen Torschützenliste und konnte mit seiner Mannschaft den überraschenden Durchmarsch in die Bundesliga feiern.
Im Oberhaus wurde er von Neueinkauf Hans van de Haar verdrängt und wurde hauptsächlich als Joker eingesetzt. Sein einziges Erstligator erzielte er am 2. Oktober 1999 im Spiel gegen den Hamburger SV, als ihm bei der 1:2-Niederlage die zwischenzeitliche 1:0-Führung gelang.
In der Zweitligasaison nach dem Abstieg kam er noch fünf Mal zum Einsatz. Nach dem Absturz in die Verbandsliga Württemberg blieb er den Spatzen treu und konnte 2002 den Aufstieg in die Oberliga Baden-Württemberg feiern.
Anschließend wechselte er zum FV Senden, wo er 2005 seine Spielerkarriere beendete. Es folgte ein Engagement als Trainer bei Türkgücü Ulm in der Bezirksliga Donau/Iller, in der er unter anderem gegen seine alten Vereine SSV Ulm 1846 II und FV Senden antreten musste. Von 2009 bis 2012 war er als Spielertrainer beim Kreisligisten Eintracht Autenried tätig. Danach war er Trainer des Kreisligisten TSV Westerstetten, mit dem er in der Saison 2013/14 in die Bezirksliga aufstieg. Von 2014 bis 2017 war Trkulja Trainer des Kreisligisten SV Mähringen, ab der Saison 2017/2018 war er beim RSV Hohenmemmingen ebenfalls in der Kreisliga als Trainer tätig. 2020 begann er, beim VfL Bühl als Trainer zu arbeiten.

## Persönliches
Trkuljas Sohn Nikola spielte in der Jugend des SSV Ulm 1846 und wechselte 2016 zum TSV Steinbach in die Fußball-Regionalliga Südwest.